# Grań Tyrrella
Grań Tyrrella (ang. Tyrrell Ridge) – grzbiet górski na Wyspie Króla Jerzego w archipelagu Szetlandów Południowych, na Półwyspie Kellera. Rozciąga się od szczytu Flagstaff Hill (267,2 m n.p.m.) na południu po klif Filar Bartona na północy. Na wschodnich stokach znajduje się lodowiec Flagstaff Glacier. Na północy Grań Tyrrela oddzielona jest Przełęczą Piaseckiego od masywu Góry Birkenmajera i lodowca Noble Glacier.